# Henk Lubberding
Henk Lubberding  est un coureur cycliste néerlandais, né le 4 août 1953 à Voorst.

## Biographie
Il gagne en 1971 le titre de champion des Pays-Bas contre-la-montre par équipes débutant. 
Professionnel de 1977 à 1992, il remporte 58 victoires. Par deux fois, en 1978 et 1979, il est champion des Pays-Bas sur route. 
Il gagne aussi trois étapes du Tour de France et termine meilleur jeune (maillot blanc) en 1978.
Lors de la 16e étape étape du Tour de France 1983, entre Issoire et Saint-Étienne, Lubberding et Michel Laurent sont au coude à coude pour la victoire d'étape. À quelques mètres de la ligne d'arrivée, Lubberding pousse son adversaire qui finit dans les barrières, ce qui cause à ce dernier une fracture de la main. Lubberding franchit la ligne conspué par le public et est immédiatement déclassé au profit de Laurent, vainqueur par forfait (et dont ce sera l'unique victoire sur le Tour). Après ce geste anti-sportif, il est surnommé « Lubberdingue ».
Il porte par la suite le maillot jaune sur le Tour de France 1988.

## Palmarès

### Palmarès amateur
- 1975
  - 2e étape des Girvan Three Day
  - Tour du Limbourg
  - 2e des Girvan Three Day
- 1976
  - 6e étape du Tour de l'Avenir
  - 2e du Tour de Namur
  - 3e du Tour de l'Avenir

### Palmarès professionnel
- 1977
  - 2e du Tour du Haut-Var
  - 2e du Grand Prix d'Orchies
- 1978
  -  Champion des Pays-Bas sur route
  - 4e étape du Tour de Suisse
  - Tour de France :
    -  Classement du meilleur jeune
    - 10e étape

  - 2e du Tour d'Indre-et-Loire
  - 6e de Paris-Nice
  - 8e de la Flèche wallonne
  - 8e du Tour de France
  - 8e du Grand Prix des Nations
- 1979
  -  Champion des Pays-Bas sur route
  - Prologue du Tour d'Indre-et-Loire
  - Prologue du Tour de Romandie
  - 9e étape du Tour de Suisse
  - 2e de l'Amstel Gold Race
  - 2e du Tour d'Indre-et-Loire
  - 2e du Grand Prix de Francfort
  - 2e du Critérium du Dauphiné libéré
  - 3e du Grand Prix de Cannes
  - 3e du Tour de Romandie
  - 3e du Grand Prix de Forli
  - 3e du Trophée Baracchi (avec Bert Oosterbosch)
  - 4e de Paris-Nice
  - 5e du championnat du monde sur route
  - 8e du Tour de Suisse
  - 8e du Super Prestige Pernod
  - 9e du Grand Prix de Zurich
- 1980
  - 2e étape de l'Étoile de Bessèges
  - 5e étape du Tour méditerranéen
  - Gand-Wevelgem
  - 3e étape du Tour de France
  - 7ea étape du Tour de Catalogne
  - 2e du Tour méditerranéen
  - 6e de la Flèche wallonne
  - 7e de Paris-Nice
  - 10e du Tour de France
- 1981
  - 5e du Tour de Suisse
  - 7e de Tirreno-Adriatico
- 1982
  - Tour de Zélande centrale
- 1983
  - Grand Prix d'Antibes
  - 4e étape du Tour de Romandie
  - 13e étape du Tour de France
  - 2e du Tour du Limbourg
  - 2e du championnat des Pays-Bas sur route
  - 5e de Liège-Bastogne-Liège
  - 10e du Tour de France
- 1984
  - 2e du championnat des Pays-Bas sur route
  - 6e de la Flèche wallonne
- 1985
  - 4ea étape du Tour méditerranéen
  - Tour de Norvège :
    - Classement général
    - 2e étape

  - 5e du Grand Prix de Zurich
- 1987
  - 3e du Grand Prix de Francfort
- 1989
  - 2e étape du Tour de Trump
  - 2e du Tour de Trump

## Résultats sur les grands tours

### Tour de France
13 participations
- 1977 : 26e
- 1978 : 8e,  vainqueur du classement du meilleur jeune, vainqueur de la 10e étape
- 1979 : 18e
- 1980 : 10e, vainqueur de la 3e étape
- 1981 : 54e
- 1982 : 46e
- 1983 : 10e, vainqueur de la 13e étape
- 1984 : 40e
- 1985 : 82e
- 1986 : non-partant (13e étape)
- 1987 : 95e
- 1988 : abandon (20e étape),  maillot jaune pendant 1 jour
- 1989 : 119e

### Tour d'Italie
4 participations
- 1986 : 96e
- 1987 : 69e
- 1988 : 69e
- 1989 : 69e

### Tour d'Espagne
1 participation
- 1991 : 97e

## Distinctions
- Cycliste espoirs néerlandais de l'année : 1976